# Vandenberg AFB Space Launch Complex 2
Space Launch Complex 2 (SLC-2) és una base de llançament de coets situat a la Base de les Forces Aèries dels Estats Units Vandenberg Air Force Base, a 15 km al nord-oest de Lompoc, Califòrnia, Estats Units d'Amèrica. Consta de dues plataformes de llançament: La plataforma est, SLC-2E, que ja ha estat demolida i es va usar per als llançaments de la família de coets Delta Thor-Agena i Thorad entre els anys 1966 i 1972 i la plataforma oest, SLC-2W, amb llançaments a partir de 1966 i encara en servei amb el Delta II. El seu primer llançament es va fer el 17 de setembre de 1959. El 31 de gener de 2015 es va llançar la sonda del clima SMAP.
El complex de llançament Space Launch Complex 2 originàriament formava part del Launch Complex 75. Quan aquest complex es va dividir el 1966, el seu primer llançament, en el nou Space Launch Complex 2 redissenyat, va ser un Delta E amb ESSA-3 el 2 d'octubre de 1966 efectuat des de SLC-2E. El primer llançament, des de SLC-2W després del redissenyament, va ser un Thor-Agena amb OPS 1584 efectuat el 29 de desembre de 1966.
SLC-2E i SLC-2W estan situades entre elles aproximadament a uns 2,000 peus (610 m). Arxivat 2008-04-16 a Wayback Machine.